# نادي أدرار سوس
 الاتحاد الرياضي أدرار لسوس  هو نادٍ رياضي مغربي. يمارس في دوري الدرجة الثالتة المغربي من أكادير الكبير، تأسس سنة 1998 . يرتدي اللونين الأزرق. و الأبيض. يعد المنافس الثاني في منطقة الدشيرة باكادير الكبير بعد نادي أولمبيك الدشيرة.